# NGC 4287
NGC 4287 ist eine Spiralgalaxie mit ausgedehnten Sternentstehungsgebieten vom Hubble-Typ Sb  im Sternbild Jungfrau nördlich der Ekliptik. Sie ist schätzungsweise 93 Millionen Lichtjahre von der Milchstraße entfernt und hat einen Durchmesser von etwa 30.000 Lj. Die Galaxie wird unter der Katalognummer VVC 434 als Mitglied des Virgo-Galaxienhaufens gelistet.

Im selben Himmelsareal befinden sich u. a. die Galaxien NGC 4266, NGC 4281, NGC 4282, IC 782.
Das Objekt wurde am 26. Mai 1864 von Albert Marth entdeckt.